# Liliom
Liliom ist der Titel des berühmtesten Theaterstückes des ungarischen Dramatikers Ferenc Molnár, für die deutsche Bühne bearbeitet von Alfred Polgar als „Vorstadtlegende in 7 Bildern und einem szenischen Prolog“. Die Uraufführung war am 7. Dezember 1909 im Vígszínház (Budapest), die erste deutschsprachige Aufführung 1912 im Berliner Lessing-Theater, die erste erfolgreiche Aufführung am 28. Februar 1913 im Theater in der Josefstadt in Wien (in der deutschen Fassung von Alfred Polgar).

## Inhalt
Liliom ist Rekommandeur eines Karussells im Budapester Stadtwäldchen (in der deutschen Übersetzung im Wiener Prater). Er ist bei der Karussellbesitzerin Frau Muskat angestellt und ihr Liebhaber. Als er sich in das Dienstmädchen Julie verliebt und Frau Muskat deswegen das Dienstmädchen eifersüchtig beschimpft, gibt er ihretwegen seine Stellung auf. Die beiden heiraten und finden Wohnung in der Bretterbude des Schnellfotografen Hollunder. Dort beklagt sich Julie bei ihrer Freundin Marie, dass Liliom arbeitsscheu sei und sie sogar schlage. Obwohl Liliom seine Frau liebt, schlägt er sie oft aus Kummer über seine Arbeitslosigkeit und um seine leicht verletzbaren Gefühle zu verbergen.
Liliom kommt mit der Unterweltfigur Ficsur nach Hause. Er lehnt stolz ab, als Frau Muskat ihm seinen alten Posten beim Ringelspiel wieder anbietet. Die Not des Ehepaares wird besonders drückend, als Julie ein Kind erwartet. Liliom ist zwar glücklich, fühlt aber zum ersten Mal im Leben eine Art Verantwortungsbewusstsein und muss für seine Familie sorgen. Um einen Ausweg zu finden, lässt sich Liliom zu einem Raubüberfall auf Linzmann, den Kassierer einer Fabrik, verleiten. Laut Ficsur soll Linzmann jeden Samstag zu einer bestimmten Zeit mit 16.000 Kronen am Bahndamm vorbeigehen. Liliom müsse den Kassierer nur fragen, wie spät es sei, und Ficsur würde diesen von hinten erstechen. Liliom nimmt Frau Hollunders Küchenmesser an sich. Während Liliom und Ficsur am Bahndamm auf ihr Opfer warten, spielen sie Karten, und Liliom verliert 9.600 Kronen, also mehr als seinen erwarteten Anteil. Der Plan misslingt, Linzmann zieht eine Pistole und ruft zwei berittene Polizisten herbei, die in der Nähe patrouillieren. Ficsur kann entkommen, doch Liliom ersticht sich vor der Verhaftung. Als er auf einer Bahre ins Atelier der Frau Hollunder getragen wird, kann er Julie nur noch ein paar Worte über sein verfehltes Leben sagen, bevor er stirbt. Julie bleibt mit dem Toten allein und spricht zärtlich zu ihm.
Zwei „Polizisten Gottes“ bringen den Toten vor das himmlische Selbstmördergericht, vor dem er schließlich gestehen muss, dass er sich aus Liebe zu Julie und dem ungeborenen Kind umgebracht hat. Nach sechzehn Jahren Buße bekommt er die Erlaubnis, für einen Tag auf die Erde zurückzukehren, um etwas Gutes zu tun. Unterwegs stiehlt er einen Stern für seine Tochter Luise. In der Gestalt eines Bettlers gibt sich Liliom vor seiner Familie als Freund des Verstorbenen aus und erzählt seiner inzwischen herangewachsenen Tochter so lange die bittere Wahrheit über ihren Vater, bis Julie den unerkannten Gast des Hauses verweist. Als Liliom dem Mädchen zornig auf die Hand schlägt, spürt es keinen Schmerz. Es ist ihr, als habe man ihre Hand liebevoll gestreichelt. Die himmlischen Detektive führen Liliom kopfschüttelnd ab. Nun fragt das Mädchen seine Mutter, ob es denn möglich sei, dass ein so heftiger Schlag nicht weh tue. Julie antwortet: „Es ist möglich, mein Kind, dass einen jemand schlägt, und es tut gar nicht weh.“

## Der Autor zum Stück

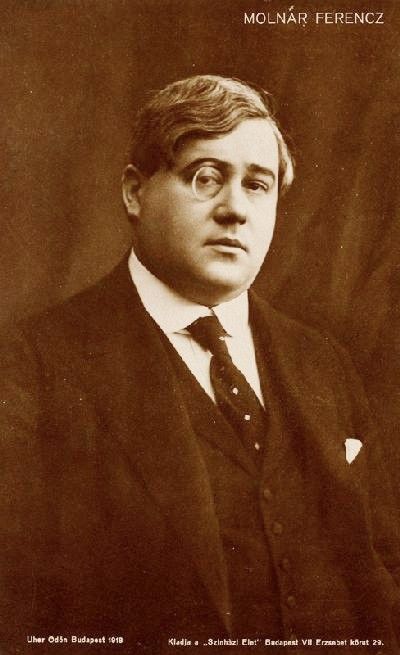
Ferenc Molnár (1918)

Anlässlich der Liliom-Uraufführung am 7. Dezember 1909 im Budapester Vígszínház Theater wurde Franz Molnár von der täglich erscheinenden Magyar Szinpad (Ungarische Bühne) aufgefordert, eine Vorankündigung zu Liliom in der Rubrik Der Autor über sein Stück zu schreiben: 

„Jeder hat schon einmal eine Schießbude im Stadtwäldchen gesehen. Erinnern Sie sich daran, wie kindisch, wie komisch alle Figuren dargestellt sind? Arme, schlechte Schildermaler malen diese Figuren so, wie sie sich das Leben vorstellen. Ich wollte das Stück auch in solcher Weise schreiben. Mit den Gedanken eines armen Schaukelgesellen im Stadtwäldchen, mit seiner Phantasie und seiner Ungehobeltheit.“

## Aufführungsgeschichte
Franz Molnár hatte neben zahllosen Humoresken und Satiren bereits mehrere Bühnenwerke herausgebracht, als er sich als Einunddreißigjähriger eines Nachts im Budapester Café New York entschloss, seine Vorstadtlegende Liliom zu verfassen. Dieses Stammcafé der Literaten war sein bevorzugter Arbeitsplatz. Er schrieb in „Sibirien“, wie ein Erkerausbau im prunkvollen Café genannt wurde, in unmittelbarer Nähe der Militärkapelle, die allabendlich aufspielte; in einundzwanzig Tagen war das Stück vollendet.
Das elegante Premierenpublikum im Budapester Lustspieltheater Vígszínház am 7. Dezember 1909 war an leichte und amüsante französische Kost gewöhnt, es kam hauptsächlich ins Theater, um die Schauspieler in den neuesten Pariser Modellen bewundern zu können. In Liliom stand aber der beliebte Darsteller Gyula Hegedűs plötzlich als Vorstadthallodri in ausgefransten Hosen auf der Bühne, ein Affront, wie viele fanden. Liliom wurde von der Tagespresse – bis auf wenige Ausnahmen – verrissen. Für Poesie auf der Bühne fehlte dem damaligen Budapester Publikum das Verständnis.
Es folgte 1912 die deutschsprachige Erstaufführung im Berliner Lessing-Theater nach einer Übertragung von Alfred Polgar, welche ebenfalls ein Misserfolg war.
Die erste erfolgreiche Aufführung (und zugleich auch der Durchbruch für Liliom) war am 28. Februar 1913 im Theater in der Josefstadt in Wien. Polgar hatte das Stück in ein österreichisches Idiom versetzt, es in den Wiener Prater verlegt und dem ungarischen Original einen Prolog hinzugefügt, der Direktor Josef Jarno spielte die Titelrolle, seine Gattin, die beliebte Volksschauspielerin Hansi Niese, spielte die Julie. Dieser Aufführung folgten hymnische Kritiken, mit der Bearbeitung des Theaterstückes zwischen Märchen und Sozialdrama durch Polgar trat Liliom seinen internationalen Siegeszug an und wurde in der Folge von Berlin über Amsterdam und von London bis New York gespielt.
Der italienische Opernkomponist Giacomo Puccini war von Liliom so begeistert, dass er bei Molnar anfragte, ob dieser ihm das Stück zur Vertonung überlassen würde. Molnár verweigerte die Zustimmung mit der Begründung: „Wenn Sie mein Stück vertonen, wird alle Welt von einer Puccini-Oper sprechen. So aber bleibt es ein Stück von Molnár.“
Die erste Vertonung als Oper erfolgte durch die österreichische Komponistin Johanna Doderer, uraufgeführt am 4. November 2016 in München durch das Staatstheater am Gärtnerplatz.
1945 diente das Stück Richard Rodgers und Oscar Hammerstein II als Vorlage für das erfolgreiche Broadway-Musical Carousel (für welches sie auch das später durch Frank Sinatra und als Fußballhymne bekannt gewordene Lied You’ll Never Walk Alone schrieben).

### Inszenierungen

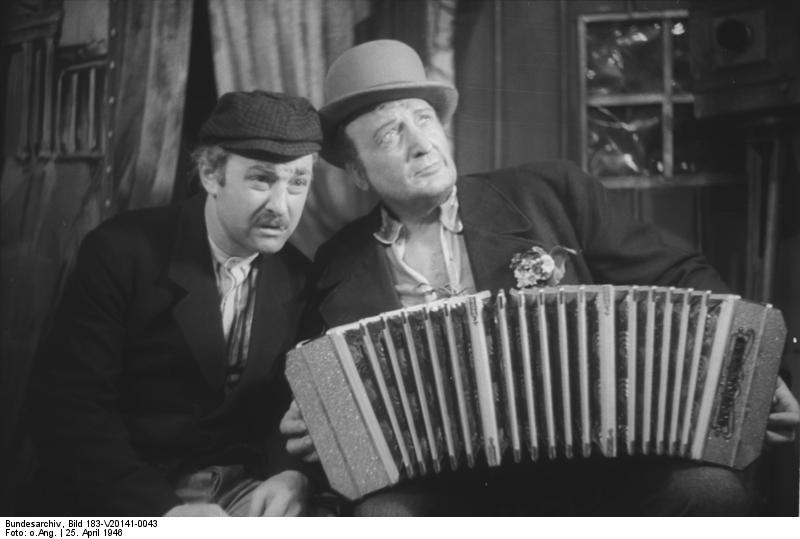
Hans Albers als Liliom am Berliner Hebbel-Theater 1946

Der Liliom gehört zu den Paraderollen für Schauspieler. Verkörpert haben ihn u. a. Hans Albers (der sie über 1800-mal spielte), Harald Juhnke, Charles Boyer, Max Pallenberg, Karl Paryla, Paul Hörbiger, Curd Jürgens, Hans Putz, Heinz Conrads, Josef Meinrad, Wolfgang Böck, Karlheinz Hackl, Robert Palfrader, Stefanie Reinsperger; die Julie spielten u. a. Ingrid Bergman, Hanna Schygulla, Inge Konradi, Gertraud Jesserer, Martha Wallner, Andrea Clausen, Fritzi Haberlandt, Maresi Riegner; als Ficsur sah man u. a. Helmut Qualtinger, Hugo Gottschlich, Heinz Petters und Hanno Pöschl.
1913 Theater in der Josefstadt Wien. Regie: Josef Jarno (Uraufführung der Wiener Fassung), mit Josef Jarno als Liliom und Hansi Niese als  Julie.
1922 Theater am Kurfürstendamm Berlin, mit Max Pallenberg (Liliom), Lucie Höflich (Marie), Ilka Güning (Frau Muskat), Paul Morgan (Fiscur)
1931 Volksbühne Berlin, Regie: Karlheinz Martin (Berliner Fassung), mit Hans Albers und Therese Giehse als Frau Muskat; für Albers wurde der Walzer Komm auf die Schaukel, Luise (Musik: Theo Mackeben; Text: Alfred Polgar) hinzugefügt. Das Stück wurde nach 1933 aufgrund der jüdischen Herkunft des Autors von den Spielplänen gestrichen, worauf Albers in der Folge keine Bühnenrollen mehr übernahm. Erst am 25. April 1946 hatte Liliom wieder am Hebbel-Theater in Berlin mit Hans Albers in der Titelrolle Premiere, wo er erstmals seit 12 Jahren wieder auf der Bühne stand. 1948 inszenierte Karl Heinz Martin das Stück erneut am Theater Die Auslese in Hamburg, wieder mit Hans Albers. Der Kritiker Friedrich Luft feierte Albers, indem er ein für alle Mal dem Begriff Volksschauspieler, den man Hans Albers wohlwollend zusprach, alles Herabsetzende nahm.
„Man geht hin, ihn zu sehen, sich an seinem unbeschnipselten Selbstbewußtsein zu stärken. Denn Schwierigkeiten mit sich selbst scheint Albers nicht zu kennen, er ist immer mit Hans Albers gründlich zufrieden. Er strahlt, er gefällt sich erst einmal selber, darum gefällt er auch den Leuten so gut. Kerle wie er sind ein Gottesgeschenk, weil man selbst so gerne wäre...“
1940 spielte Ingrid Bergman die Julie in einer amerikanischen Inszenierung mit Burgess Meredith. Liliom entwickelte sich zum Liebling im Repertoire.
1946 Bayerisches Staatsschauspiel, Theater im Brunnenhof. Inszenierung Friedrich Ulmer, mit Curd Jürgens (Liliom) und Christa Berndl (Luise) (Premiere 24. Juli 1946)
1946 Burgtheater Wien (im Redoutensaal). Regie: Philipp Zeska, mit Paul Hörbiger (Liliom), Alma Seidler (Julie), Elfriede Ott (Luise), Maria Eis (Frau Muskat), Maria Kramer (Marie), Lilly Karoly (Frau Hollunder), Oskar Werner (der junge Hollunder)
1951 Aufführung mit Curd Jürgens (Liliom) und Heidemarie Hatheyer (Julie)
1953 Wiener Volkstheater. Regie: Günther Haenel, mit Hans Putz (Liliom), Martha Wallner (Julie), Hugo Gottschlich (Ficsur), Hilde Sochor (Marie), Dorothea Neff (Frau Hollunder), Walter Kohut (Der junge Hollunder), Otto Schenk (Wolf Beifeld), Ernst Meister (Stephan Kadar), Lotte Ledl (Luise), Oskar Wegrostek (Stadthauptmann)
1963 Burgtheater Wien. Regie: Kurt Meisel, mit Josef Meinrad (Liliom), Inge Konradi (Julie), Hans Moser (Polizeikonzipist), Susi Nicoletti (Frau Muskat), Lotte Ledl (Marie), Michael Janisch (Fiscur)
1971 Wiener Volkstheater. Regie: Gustav Manker, mit Hans Putz (Liliom), Elfriede Ramhapp (Julie), Hilde Sochor (Frau Muskat), Heinz Petters (Fiscur), Brigitte Swoboda (Marie), Maria Englstorfer (Frau Hollunder), Franz Morak (Der junge Hollunder), Carlo Böhm (Stefan Kadar), Susanne Granzer (Luise), Gustav Dieffenbacher (Polizeikonzipist)
1972 Schauspielhaus Bochum, Regie: Rainer Werner Fassbinder, mit Liliom (Wolfgang Schenck), Julie (Hanna Schygulla), Marie (Irm Hermann), Frau Muskat (Margit Carstensen), Luise (Jutta Wachsmann), Fiscur (Kurt Raab), Frau Hollunder (Ingrid Caven), Der junge Hollunder (Rudolf W. Brem), Wolf Beifeld (Peter Kern), Drechsler, Linzmann (Rainer Hauer), Stadthauptmann (Ulli Lommel), Berkovice (Karl von Liebezeit), Polizeikonzipist (Margit Carstensen), 2 Polizisten (Karl von Liebezeit, Ulli Lommel), Liliom im Himmel (Kurt Raab), El Hedi ben Salem (Engel); Musik: Peer Raben
„Liliom, Rummelplatzausrufer mit Charme und Vitalität, dazu ein leichtsinniger und verspielter Vorstadt-Casanova, gibt seine Stellung auf einem Pariser Kirmesplatz auf wegen des Dienstmädchens Julie, das ein Kind von ihm erwartet. Zunächst überglücklich, versinkt er bald in Verzweiflung und lässt sich von einem Saufkumpan für einen Raubüberfall gewinnen. Als der Coup misslingt, begeht Liliom auf der Flucht vor der Polizei Selbstmord. Zwei schwarz gekleidete Herren geleiten ihn vor das himmlische Kommissariat, wo Liliom seinen Prozess bekommt. Filmaufnahmen werden als Beweismaterial vorgeführt, die demonstrieren, wie er grundlos seine Frau geohrfeigt hat. Dafür muss er sechzehn Jahre Höllenfeuer erleiden. Dann darf er einen Tag zurück auf die Erde, um seiner herangewachsenen Tochter etwas Gutes zu tun. Als Fremder spricht er sie an und schildert ihr den nie gekannten Vater als Taugenichts. Als sie sich weigert, das zu glauben, erregt er sich so, dass er unbeherrscht sein Kind ohrfeigt. Der Unterteufel triumphiert, die Engel haben es schon immer gewusst: Liliom ist ein unverbesserlicher Mensch! Erneute Strafe droht, doch die Tränen von Mutter und Tochter, die der Erinnerung an Liliom gelten, fallen auf die Waage der himmlischen Gerechtigkeit und geben den Ausschlag zu seinen Gunsten.“
1974 Schauspiel Frankfurt, Regie: Hans Neuenfels, mit Gottfried John, Elisabeth Trissenaar, Lore Stepanek, Wilfried Elste, Eva-Maria Strien, Hermann Treusch, Christian Redl
1981 Bregenzer Festspiele, Regie: Ernst Haeusserman, mit Heinz Marecek (Liliom), Maria Bill (Julie), Dolores Schmidinger (Marie), Erni Mangold (Frau Muskat), Michael Schottenberg (Ficsur), Hans Thimig (Polizeikonzipist)
1985/86 Volkstheater Wien, Regie: Dietmar Pflegerl, mit Wolfgang Böck (Liliom), Ulrike Jackwerth (Julie), Katharina Manker (Marie), Wolfgang Böck wurde mit dem Karl-Skraup-Preis ausgezeichnet.
1986 Theater am Meer – Niederdeutsche Bühne Wilhelmshaven, Erstaufführung in Niederdeutscher Sprache am 7. November 1986, Regie: Harald Dornseiff, mit Liliom (Arnold Preuß), Julie (Marion Zomerland)
1991 Sommerspiele Berndorf, Regie: Felix Dvorak, mit Wilfried Scheutz (Liliom), Daniela Markus (Julie), Hans Holt (Konzipist), sowie Erich Padalewski, Erne Seder, Bert Fortell, Geula Nuni, Felix Dvorak
1993 Burgtheater Wien, Regie: Paulus Manker, mit Karlheinz Hackl (Liliom), Andrea Clausen (Julie), Gertraud Jesserer (Frau Muskat), Maria Happel (Marie), Johann Adam Oest (Wolf Beifeld), Hanno Pöschl (Fiscur), Ingrid Burkhard (Frau Hollunder), Pavel Landovský (Stefan Kadar), Eva Herzig (Luise), Johannes Krisch (Himmelspolizist), Haymon Maria Buttinger (Himmelspolizist), Karl Fischer (Polizist), Markus Werba (Praterausrufer), Maxi Blaha (Praterbesucherin) und Kurt Meisel (der das Stück 1963 am Burgtheater inszeniert hatte) als Polizeikonzipist.
2000 Thalia Theater. Regie: Michael Thalheimer, mit Peter Kurth (Liliom) und Fritzi Haberlandt (Julie), Bekannt wurde die Inszenierung auch aufgrund des Zwischenrufs von Klaus von Dohnanyi: „Das ist doch ein anständiges Stück, das muss man doch nicht so spielen!“
„Michael Thalheimer hat Molnárs Rummelplatzklassiker so radikal entschlackt und entschmalzt, dass von all der schönen Prater-Seligkeit, vom Strizzi- und Dienstmadl-Sentiment rein gar nichts übrig geblieben ist. Statt Romantik gibt es Drastik, statt Tränen Sperma, statt Milieu glatte Wände, statt Budenzauber Piktogramme. Doch das Wunder geschieht: Molnárs ‚Liliom‘ überlebt das Attentat – und wirkt nun so vital, als sei’s ein Stück von Büchner oder Horváth. In der ausgebeinten, um reichlich Text und Personal erleichterten Fassung wird aus der wehseeligen Romanze vom rauflustigen Kirmesausrufer die bitterkalte Tragödie zweier sprachloser Menschenkinder, denen auf Erden wie im Himmel nicht zu helfen ist.“
2005 Schlossspiele Kobersdorf, Regie: Michael Gampe mit Wolfgang Böck in der Titelrolle, Gerti Drassl als Julie und Peter Uray als Konzipist.
2007 Württembergisches Staatstheater Stuttgart, Regie: Karin Henkel, mit Felix Goeser und David Bösch am Schauspiel Essen mit Günter Franzmeier in der Titelrolle.
2008 Deutsche Nationaltheater Weimar. Regie. Nora Schlocker, mit Jürg Wisbach als Liliom und Karoline Herfurth als Julie.
2010 Schauspielhaus Graz, Regie: Viktor Bodó, mit Jan Thümer (Liliom) und Kata Petö (Julie).
2010 Wiener Volkstheater, Regie: Michael Schottenberg, mit Robert Palfrader als Liliom und Katharina Straßer als Julie.
2013 Schauspielhaus Bochum, Regie: Christina Paulhofer, mit Florian Lange (Liliom) und Kristina Peters (Julie). Inszenierung mit Autoscootern sowie Akrobaten des Bochumer Kulturhauptstadtprojektes Urbanatix.
2013/2014 Burgtheater Wien, Regie: Barbara Frey, mit Nicholas Ofczarek (Liliom), Katharina Lorenz (Julie), Mavie Hörbiger (Marie) und Jasna Fritzi Bauer (Luise).
2019 Thalia-Theater, Hamburg, Koproduktion mit den Salzburger Festspielen (Premiere 17. August 2019), Regie: Kornél Mundruczó, mit Jörg Pohl (Liliom), Maja Schöne (Julie), Inszenierung mit Industrierobotern.
2024/2025 Burgtheater Wien, Regie: Philipp Stölzl, Dramaturgie: Thomas Jonigk, Text-Neuübersetzung: Terézia Mora. Erstmalig wurde die Rolle des Liliom mit einer Frau, der österreichischen Schauspielerin Stefanie Reinsperger, besetzt.

### Oper
2016 Staatstheater am Gärtnerplatz München, Musik von Johanna Doderer, Libretto und Regie Josef E. Köpplinger, Uraufführung am 4. November 2016 in der Reithalle München. Mit Daniel Prohaska (Liliom), Camille Schnoor (Julie), Angelika Kirchschlager (Frau Muskat), Cornelia Zink (Marie), Matija Meić (Ficsur), Katerina Fridland (Luise) und Dagmar Hellberg, Christoph Seidl, Maximilian Mayer, Erwin Windegger, Tamás Tarjányi sowie Chor, Kinderchor und Orchester des Staatstheaters am Gärtnerplatz.

### Ballett
2011 Hamburger Staatsoper, Hamburg Ballett, Ballett von John Neumeier

### Verfilmungen
- Liliom (Ungarn, 1919) von Michael Kertesz, Stummfilm (unvollendete, letzte Arbeit Curtiz’ in Ungarn), mit Gyula Csortos, Ica von Lenkeffy, Nusi Somogyi, Lajos Réthey, Jeno Viragh, Aladár Sarkadi
- A Trip to Paradise (USA, 1921) von Maxwell Karger, Stummfilm mit Bert Lytell, Virginia Valli, Brinsley Shaw, Eunice Murdock Moore, Victory Bateman, Eva Gordon, Adaption: Benjamin Glazer
- Liliom (USA, 1930) von Frank Borzage, mit Charles Farrell und Rose Hobart, H. B. Warner, Estelle Taylor, Lee Tracy
- Liliom (Frankreich, 1934) von Fritz Lang, mit Charles Boyer, Madeleine Ozeray, Florelle, Pierre Alcover, Antonin Artaud in einer Nebenrolle als Scherenschleifer, produziert von Erich Pommer
- Karussell (OT: Carousel, USA 1956), von Henry King, Verfilmung des gleichnamigen Musicals nach Liliom, mit Gordon MacRae, Shirley Jones, Cameron Mitchell, Barbara Ruick, Claramae Turner
- Liliom (Österreich, 1963) Fernsehaufzeichnung des Wiener Burgtheaters Regie: Kurt Meisel, mit Josef Meinrad, Inge Konradi, Lotte Ledl, Susi Nicoletti, Lilly Karoly, Otto Kerry, Michael Janisch, Hans Moser
- Liliom (Österreich/Deutschland, 1971) Fernsehfilm von Otto Schenk, mit Helmuth Lohner, Gertraud Jesserer, Hilde Krahl, Silvia Lukan, Adrienne Gessner, Michael Janisch, Christine Böhm, Hans Thimig

## Hörspiele
- 1927: Liliom – Regie: Hans Flesch, mit Georg Lengbach (Liliom) (Südwestdeutscher Rundfunkdienst AG (SÜWRAG))
- 1928: Liliom – Regie: Franz Joseph Engel, mit Viktor Heinz-Fuchs (Liliom) und Vera Spahr (Julie) (Schlesische Funkstunde)
- 1946: Liliom – Regie: Cläre Schimmel, mit Manuel Collado (Liliom) und Anne Andresen (Julika) (Radio Stuttgart)
- 1946: Liliom – Bearbeitung und Regie: Heinz Thiele (Radio München)
- 1946: Liliom – Bearbeitung und Regie?: Karlheinz Schilling (Radio Frankfurt)
- 1949: Liliom – Regie: Anton Lehmann (RWR Wien)
- 1952: Liliom (ORF Wien)
- 1956: Liliom – Bearbeitung und Regie: Peter Glas, mit Erich Auer (Liliom) und Heidemarie Hatheyer (Julie) (BR)
- 1956: Liliom – Regie: Erich Schuler, mit Eduard Cossovel und Ingrid Burkhard (ORF Oberösterreich)
- 1970: Liliom – Regie: Julius Filip, mit Michael Janisch (Liliom) und Martha Wallner (Julie) (ORF Wien)
- 1980: Liliom – Bearbeitung und Regie: Klaus Gmeiner, mit Helmut Lohner (Liliom) und Christine Ostermayer (Julie) (ORF Salzburg/SFB)
- 1984: Liliom – Regie: Peter Groeger, mit Wolfgang Winkler (Liliom) und Doris Otto-Franke (Julie) (Rundfunk der DDR)

Quellen: ARD-Hörspieldatenbank und Ö1-Hörspieldatenbank

## Rezensionen und Texte

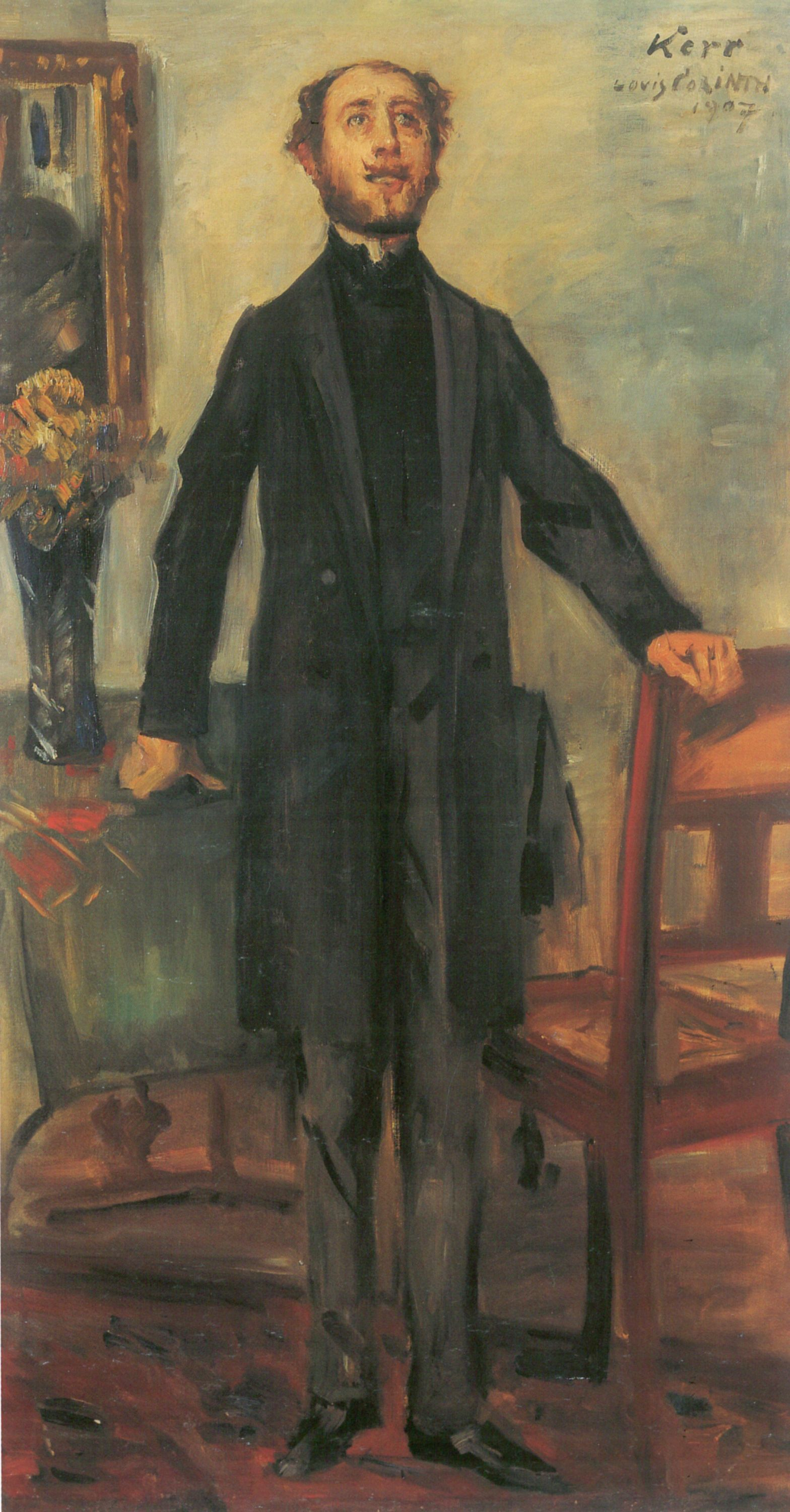
Alfred Kerr, porträtiert von Lovis Corinth (1907)

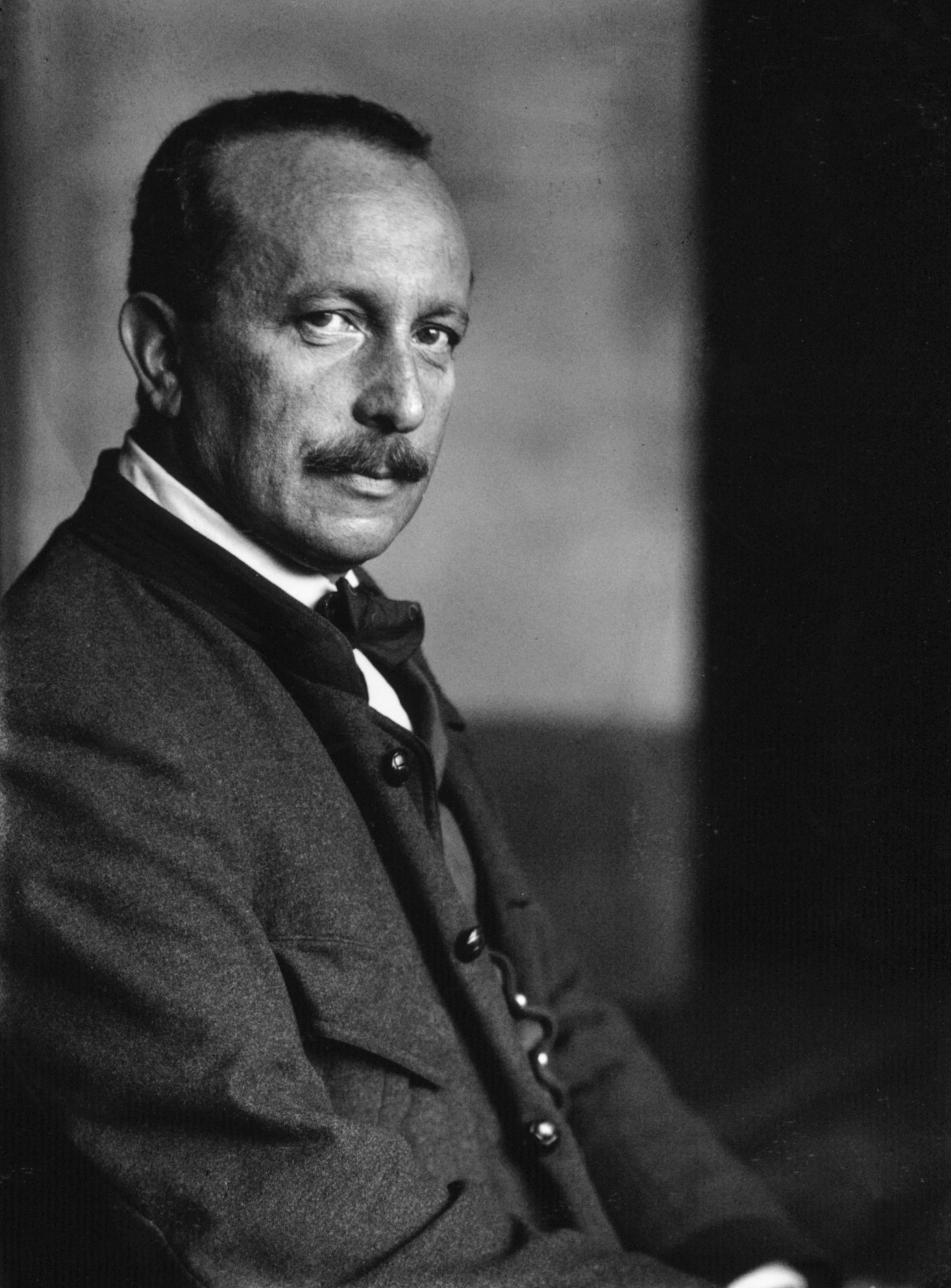
Felix Salten, ca. 1910, Fotografie von Ferdinand Schmutzer

Friedrich Luft, 27. April 1946
„Es ist eines der großen Erfolgsstücke in New York, in Wien, in Budapest, in München, in Hamburg - weiß der Himmel, wo Liliom überall auf die Bretter gekommen ist. Und immer im Kleid der Umgebung. Immer im Jargon des Aufführungsortes. Für Berlin macht Hans Albers die Melodie. Wenn er seinem herrlichen gottvergessenen Mundwerk freien Lauf läßt und ihm die Zunge unter der Nase durchgeht, jauchzt das genießende Parkett.“
Otto F. Beer, 1979
„Ohne Zweifel ist Liliom so poetisch wie kein anderes seiner (Molnars) Bühnenwerke, jedenfalls hat es eine fruchtbare Zusammenarbeit gezeitigt zwischen dem großen Bühnenzauberer Molnar und dem großen Wortkünstler Alfred Polgar. Denn dieser hat Liliom ins Deutsche übersetzt und ihm eine Wortgestalt gegeben, die für das Überleben dieser 'Vorstadtlegende' auf deutschen Bühnen in hohem Grade verantwortlich war“
Alfred Kerr, 1917
„Wie in einem Meisterwerk, das erschüttert, am stärksten Punkt eine Spur von Kitsch lebt, so lebt hier inmitten des Kitsches ein Geniezug.“
Alfred Polgar:
„‚Liliom‘ ist Franz Molnárs ‚gutes Werk‘, das für den armen literarischen Sünder zeugen wird vor dem Richter, der über Leben oder Tod nach dem Tode bestimmt. Liliom, der Strolch, versucht einen Raubmord. Weil er für sein noch ungeborenes Kind Geld schaffen will. Er gehorcht der Liebe. Aber nicht der Liebe als sanftem Zauber, sondern der Liebe als unentrinnbarem Naturgesetz. Es ist das Schöne an dieser gefühlvollen Dichtung, daß sie Gefühl entpathetisiert. Gut und Böse sind hier nicht sittliche Kategorien, sondern: Kräfte. Unablenkbar wie die ewigen Sterne, bestimmen sie, formen des Menschen Schicksal und bauen seine innere Welt. Liebe ist ein Gegebenes, gleich etwa der Schwere oder der Zentrifugalkraft. Von der Gewalt ihres Befehlens spricht Molnárs Vorstadtlegende … das Rührende des ihr Gehorchens ist nur (weit wertloseres) dichterisches Nebenprodukt.
Die Gefühls-Ebene des Werkes ist durch eine Linie gelegt, in der Brutalität und Zartheit einander schneiden. Dort kann es geschehen, daß Prügel nicht schmerzen und daß eine Welle von Güte einen Mordplan hochschwemmt. Dieses Irrationelle des Herzens – an einem einfachsten Menschentyp in einem einfachsten Beispiel aufgezeigt – gibt dem Spiel seine höhere Ratio. Die Berliner Kritik hat das Stück hochnäsig behandelt, weil es nicht so langweilig, humorlos und verschwitzt ist wie die ihr attachierte Dramatik, deren pathetischer Bockmist längst zu üblem Staub zerfallen sein wird, wenn über Lilioms Erden- und Himmelswandel Menschen noch lachen und weinen werden. Ich bin an der Formulierung des deutschen ‚Liliom‘-Textes beteiligt, liebe das Stück trotzdem, fühle mich befangen und bin, hat die Berliner Kritik recht, mit ganzem Herzen auf Seite des Unrechts. In ‚Liliom‘ ist dichterischer Same, in schwarze, fruchtbare Theatererde gesenkt, zu farbiger Blüte aufgegangen. Ihren feinen Duft kann das bißchen Budapester Kraut, das aus jener mit heraufgedieh – c’est la nature! –, nicht verdecken. Luft und Licht ist in diesem schwerlosen Spiel, seine mit witzigster Akribie geformten Figürchen haben Gesicht und Atem, seine kleine Welt kreist nach ihrem Gesetz und lobt den Schöpfer.“
Felix Salten, 1921:
„An all den geistreichen Komödien Molnárs, an den vielen klug gesehenen und geschickt ‚erwischten‘ Menschen, die er über die Szene treibt, an der dialektischen Kurve seiner Dialoge hat man immer das eine ziemlich stark gespürt: Budapest. Man spürte es auch in seinem persönlichen Wesen, so oft es durch seine Werke hindurchpulsierte. In einem noch höheren Grade spürt man es an seiner Vorstadtlegende ‚Liliom‘. Aber man spürt es angenehmer – besser. Es ist eine von seinen früheren Arbeiten und es ist eine von seinen besten. Jugend ist darin, Frische, und ein starkes Wurzeln im heimatlichen Boden. Auch die ganze, merkwürdige Art dieses Talentes, öffnet sich schon in ‚Liliom‘. Die besondere Mischung der Molnárschen Fähigkeiten. Seine Neigung zum Capriccio, seine Lust am Barocken. Sein Ausgleiten ins Unwirkliche. Sein Hang, sich im Phantastischen zu ergehen, ohne dabei eigentliche Phantasie zu besitzen. Vor allem aber seine merkwürdige, dramatische Schlagkraft, die immer ein wenig in Ironie getaucht ist, und sich mit dieser Ironie davor schützt, banal zu erscheinen. Die Komödie Lilioms, des Hutschenschleuderers, des Plattenbruders, der im Stadtwäldchen draußen die Dienstmädchen karessiert, der aus Unkenntnis des Lebens zum Verbrecher, aus Scham vor der Geliebten und vor dem noch ungeborenen Kind zum Selbstmörder wird, der dann in ein besseres Jenseits kommt, in eines, wie sein armes Gehirn sichs ausmalt, ein Jenseits mit Polizeiwachstube und dergleichen, der dann zur Erde wiederkehrt, im Fegefeuer gesänftigt, aber nicht verändert, und dennoch die Kraft hat, seine Hinterbliebenen im Tiefsten zu versöhnen, diese Liliom-Komödie, die halb an einer wohlbekannten, trefflich geschilderten Erde haftet, halb in einem phantasiearmen Himmel schwebt, enthält schon den ganzen Franz Molnár.
Mit Ironie und doch mit Wohlwollen sind diese kleinen Leute aus der Tiefe des Volkes angeschaut. Wenn man diese Dienstmädchen vor sich sieht, wie Molnár sie auf die Bühne bringt, dann merkt man, daß er sie vermittels einer seiner stärksten Eigenschaften verstehen gelernt hat: durch seine Sinnlichkeit. Dieser Instinkt erschließt seinem dichterischen Erkennen den Weg zu solch einfachen Geschöpfen. Der sieht, wie sie gutmütig und einfach, und demütig, und selbst im Fallen noch unschuldig sind. Sieht ihr stilles Leiden und ihre Tapferkeit. Wie sie berauscht sind von ihrer Tugend und willenlos ergeben in ihr Schicksal. Er hat ein ironisches Lächeln für diese armen Geschöpfe, aber dabei sehr viel Zuneigung und sehr viel Güte. Er hat in seiner Komödie ein künstlerisch starkes Erfassen volkstümlicher Gestalten. Er sentimentalisiert sie nicht, aber er zeigt ihre Kompliziertheit mit meisterhaften Griffen. Er läßt sie bedeckt vom Staub der Armut, vom Schmutz des Lasters vor uns erscheinen. Aber unversehens, in irgend einem Moment, bläst er den Staub von ihnen fort, und da leuchtet uns eine echte, ja eine reine Menschlichkeit ergreifend entgegen. Dieser Liliom, der im Stadtwäldchen draußen von den Budenbesitzern als Ausrufer gemietet wird, weil er die Frauenzimmer anlockt, dieser Bursche, der in seinem ganzen Äußeren ein Taugenichts ist; hat doch in seinem Wesen nichts vom Verbrecher und vom schlechten Kerl. Er ist in die Irre gegangen, ist ein Verlaufener, hat vom Dasein nie etwas anderes kennen gelernt, als Schaubuden, Hutschen, Ringelspiele, Leierkästen und Weiber, die ihm ihr Geld und ihre Zärtlichkeit schenken. Er hat keine Ahnung von dieser Welt, und er gleicht darin manchen Figuren von Gorki, gleicht darin dem Nikita aus Tolstois Macht der Finsternis, daß er ein Kind ist. Die russischen Vorbilder Molnárs werden an dieser Gestalt am deutlichsten sichtbar. Aber seine eigene Art setzt er in diesem Charakter auch wieder am kräftigsten durch. Es ist hübsch, wie Lilioms Herbheit sich nicht bändigen läßt. Er kann nicht gezähmt werden. Sein Gefühl verbirgt er ganz tief in seiner Brust, gibt noch im himmlischen Polizeiamt dreiste Antworten, leugnet nichts so heftig, wie die Liebe und die Reue, die er empfindet, und ist selbst nach sechzehnjährigem Fegfeuer noch so wenig in seiner Art gewandelt, daß er zur Erde für eine Stunde heimgekehrt, nach seiner Tochter schlägt, der er doch etwas Schönes erweisen wollte. Trotzdem hat er ihr, hat seiner einstigen Gefährtin etwas Schönes erwiesen. Die Frau, die er einst mißhandelt hat, erfährt nun, daß man geschlagen werden kann, ohne Schmerzen zu empfinden. Eine Weisheit der Liebe. Molnár vermag es, seine Gestalten in eine interessante Perspektive zu richten, wenn es auch manchmal, wie in den letzten Bilder von ‚Liliom‘, nicht die Molnár-Perspektive ist, sondern mehr an Anatol France erinnert. Er hat in diesem Stück eine große Kunst der Atmosphäre, er hat soziales Empfinden. Und: Talent, Talent, Talent.“